# ELODIE
O ELODIE foi um espectrógrafo échelle instalado no telescópio refletor de 1,93 metros mo Observatório de Haute-Provence localizado no sudeste da França para uso do Northern Extrasolar Planet Search. Sua instrumentação óptica foi desenvolvida por André Baranne do Observatório de Marselha. O objetivo deste instrumento era a detecção de planeta extrassolar pelo método de velocidade radial.

## Planetas descobertos pelo ELODIE
O primeiro planeta extrassolar a ser descoberto orbitando uma estrela semelhante ao Sol, 51 Pegasi b, foi descoberto em 1995, utilizando este instrumento. Mais de vinte planetas como este foram encontrados pelo ELODIE. Este instrumento foi também utilizado para encontrar um planeta usando o método de trânsito.
| Planeta       | Anunciado em | Ref   |
| ------------- | ------------ | ----- |
| 51 Pegasi b   | 1995         | [ 2 ] |
| Gliese 876 b  | 1998         | [ 4 ] |
| 14 Herculis b | 1998         | [ 5 ] |
| HD 209458 b   | 1999         | [ 3 ] |